# CKE Restaurants

CKE-Restaurants in den US-Bundesstaaten: Standorte von Carl's Jr. in gelb, von Hardee's in rot, von beiden in orange.

CKE Restaurants Holdings, Inc. ist eine US-amerikanische Holding mit Sitz im kalifornischen Carpinteria, zu der mehrere Schnellrestaurantketten gehören, darunter Carl’s Jr. und Hardee’s. Sie ist mit ihren Ketten in 44 der 50 US-Bundesstaaten sowie in 38 weiteren Ländern und US-Territorien vertreten. Der Umsatz der Holding betrug im Geschäftsjahr 2012 1,28 Milliarden US-Dollar.
Von 2010 bis 2013 war CKE im Besitz des Investmentunternehmens Apollo. Seither gehört sie der Roark Capital Group, die unter anderem auch die Anteilsmehrheit der Schnellrestaurantketten Arby’s, Wingstop, Naf Naf Grill, Corner Bakery Cafe, Miller's Ale House, Il Fornaio, Jimmy John’s und der Gruppe Focus Brands (Auntie Anne’s,
Carvel, Cinnabon, McAlister's Deli, Moe's Southwest Grill, Schlotzsky’s) hält.
Präsident und Geschäftsführer (CEO) ist seit September 2000 Andrew Puzder, der als Arbeitsminister im Kabinett Trump I nominiert war.
Die Holding wurde 1966 gegründet, die Abkürzung CKE stand für Carl Karcher Enterprises, Inc. Die seit 1956 verwendete Marke Carl's Jr. wuchs schnell: 1966 gab es 24 Restaurants und 1981 bereits 300. Sie befanden sich alle in Kalifornien, erst 1982 begann die Expansion in andere Bundesstaaten. Die wesentlich größere Kette Hardee’s mit damals 2.500 Restaurants wurde 1997 übernommen.
Der Gründer Carl Karcher (1917–2008) war ein konservativer Katholik, der mit seiner Ehefrau Margret (1915–2006) zwölf Kinder hatte. Er unterstützte Initiativen gegen das Recht auf Abtreibung und gegen homosexuelle Lehrer. 1993 wurde er als CEO der von ihm gegründeten Firma abgewählt.